# Náhlá smrt (sport)
Náhlá smrt je sportovní výraz, který označuje rozhodnutí o vítězi v situaci, kdy zápas, který musí jedna ze stran vyhrát, skončí remízou. Spočívá v tom, že vítězem se stane ten, kdo dosáhne jako první vstřeleného gólu nebo získaného bodu v prodloužení zápasu. Zápas poté okamžitě končí.
Ve fotbale se ve stejném významu zpravidla používá výraz zlatý gól.
Systém náhlé smrti je zaveden v mnoha soutěžích různých sportů, například:
- Lední hokej: olympijský turnaj, mistrovství světa a řada ligových soutěží, jako jsou NHL, česká extraliga (nejprve pouze v play off, v základní části od sezóny 2006/2007) nebo 1. česká hokejová liga
- Florbal: mistrovství světa i ligové soutěže jako Superliga florbalu[1] nebo Extraliga žen